# 感傷的な三つの奏鳴曲
「感傷的な三つの奏鳴曲」（かんしょうてきなみっつのソナタ）は、高嶋みどりの合唱組曲である。作詩は金子光晴。

## 概説
男声合唱団甍の委嘱により1985年（昭和60年）に作曲され、同年7月31日の第24回甍演奏会において、「くらげの唄」「落下傘」の全2楽章の「感傷的な二つの奏鳴曲」として男声合唱版が初演された。指揮＝清水昭、ピアノ＝田中瑤子。1987年には湘南市民コール・松原混声合唱団の委嘱より混声合唱版にも編曲された。さらに、2015年に「おっとせい」を加え全3楽章の「感傷的な三つの奏鳴曲」と改題された。
「当時はとにかくドラマツルギーのある、スリリングな曲を書きたいという意志が強かった」「私の主張の原点であるし、私の感性には今も大きな変化は訪れていない様に思う」「<歌う事が楽しく美しい作品>として捉えていただきたくはない。「歌う」という行為を通して、「考える」為の作品である」と高嶋が述べるように、強いメッセージ性を持った作品を妥協のない作風で書き上げる1980年代の高嶋の、代表的な作品である。高嶋自身も「歴史的な名詩に付曲するという行為が許されるとするならば、その行為は、詩の精神の奥深い所にあるものへの、何らかの明確な意思の表明でなければならない筈だ」「付曲の対象としてこれらの詩と向き合う事は、私に強い覚悟と明確な意志の自覚とを強いるものであり、厳粛な精神作業であった」としていて、象徴的な仕事であったことがうかがえる。それゆえか、高嶋は後年においても「「落下傘」はいまだにいちばん気に入っている曲なんです」と述懐している。

## 曲目
全3楽章からなる。
1. おっとせい
原詩は「鮫」（1937年）に収録。強烈で刺激的な存在の臭いを放つ「おっとせい」は、人間存在の愚劣さや狡猾さ滑稽さ醜悪さ・・・を 客観的な醒めた目で見る冷静さを持ちながらなお、実は己も、そのなかの一員にすぎないことを自覚し、群れはまた、砕氷船により「やつらをのせた氷塊が・・・われ、深潭のうえを・・・辷りはじめる」危機がそこまで迫ってきていることにすら気づかぬ鈍感な集団・・・・であってはならぬ、ことを、21世紀の今、生きている私たちにも、強い説得力を持って語りかけてくるように思います。[2]
2. くらげの唄
原詩は「人間の悲劇」（1952年）に収録。悲劇を超えてより明確に意識された自我が、果敢な生き様としての自己が、人間の尊厳が、くらげの言葉として歌われる。[2]
3. 落下傘
原詩は「落下傘」（1944年）に収録。A-B-A-C-A-Dの形式。極限状態の中での心理的な葛藤（A)、Aに続いて「漂う」というテーマが切なく美しい様として歌われ（B)、母の背に聴いた優しくもの悲しく懐かしい香りのする子守歌の上に"美しき楽土=日本人としての生活"に思いを馳せる安らぎに満ちた誇り高い心の様が豊かに歌われる（C)。これらを経て歌われるDの部分には究極の焦燥と不安が…Dの部分に表現されている中空に漂うような微妙な感覚こそが"実存すること=生きている事"であるのだ。私（高嶋）が描きたかったのはこのやるせなく漂わざるをえない感覚の表出に他ならない。[2]

## 楽譜
作曲後、長く自筆版のみが流通していて、「感傷的な二つの奏鳴曲」がカワイ出版から出版されたのは2002年のことである。その後、「感傷的な三つの奏鳴曲」に改題された際に、各曲がそれぞれ長大でまた独立して演奏されるケースが多いだろうということから、各曲ごとのピース譜として再版されている。